# Pomsta bude sladká
Pomsta bude sladká (v britském originále The Revengers’ Comedies) je britská filmová komedie z roku 1998. Režisérem filmu je Malcolm Mowbray. Hlavní role ve filmu ztvárnili Sam Neill, Helena Bonham Carter, Kristin Scott Thomas, Rupert Graves a Martin Clunes. 

## Obsazení
| Sam Neill            | Henry Bell              |
| Helena Bonham Carter | Karen Knightly          |
| Kristin Scott Thomas | Imogen Staxton-Billing  |
| Rupert Graves        | Oliver Knightly         |
| Martin Clunes        | Anthony Staxton-Billing |
| Steve Coogan         | Bruce Tick              |
| Liz Smith            | Winnie                  |
| Charlotte Coleman    | Norma                   |